# Seeton
Mit Seeton oder auch Beckenton bezeichnet man eine geologische Schicht, die aus verfestigtem Tonmineralen besteht, aber dennoch weich und unbeständig ist. Seetone sind feine Ablagerungen, die durch die Vergletscherung in den Eiszeiten entstanden sind, ausgeschwemmt wurden und in den Beckenlandschaften um die Alpen zum Erliegen kamen. Die Ablagerung erfolgte im Quartär.
Wie Ton ist Seeton sehr unbeständig und leicht erodierbar. Seetone verfügen nur über eine geringe Tragfähigkeit und haben einen hohen Wassergehalt. Seeton gilt als wassertragend für konstantes Grundwasser. Seeton kommt beiderseits insbesondere in Talauen der Alpen vor und liegen häufig unterhalb von Schmelzwasserkiesen, die wiederum als Grundwasserleiter dienen. Auelehmdecken schützen das Grundwasser vor Verunreinigungen, beispielsweise wie es im landwirtschaftlich geprägten alpinen Bereichen durch Gülle geschieht.